# Étienne-Joseph de Pavée de Villevieille
Pour les articles homonymes, voir Pavée et Villevieille (homonymie).
Étienne-Joseph de Pavée de Villevieille (31 décembre 1739, au château de Villevieille - 6 novembre 1793,,, au couvent de Saint-Oliva, en Espagne) est un ecclésiastique français, évêque de Bayonne, député du clergé aux États généraux de 1789.

## Biographie
Il appartenait à une famille d'ancienne noblesse du Bas-Languedoc, apparentée aux princes de Condé et aux Montmorency, et était le troisième fils de Joseph-Raymond de Pavée, marquis de Villevieille, baron de Montredon, capitaine dans le régiment du roi, commandant pour le roi dans la ville et château de Sommières, et de Françoise-Mélanie de la Fare-Montclar. Reçu docteur en Sorbonne, l'abbé de Villevieille fut doté de la seigneurie de Mara et fut nommé auditeur de rote. Puis, Il devint vicaire général du diocèse d'Albi, et fut nommé, le 26 octobre 1783, évêque de Bayonne confirmé le 15 décembre et consacré en janvier 1784.

Élu, en mars 1789, député du clergé de la province de Navarre aux États généraux, il soutint de ses votes les privilèges de son ordre, et fut des derniers à accepter la vérification en commun des pouvoirs et la réunion avec le tiers-état. Il refusa de prêter le serment exigé par la constitution civile du clergé, adressa sur ce point d'énergiques instructions à ses prêtres, passa quelque temps en Espagne en 1790, puis rentra dans son diocèse, où il protesta contre les actes de juridiction de l'évêque constitutionnel, dom Sanadon, bénédictin. Menacé de poursuites, Pavée de Villevieille reprit le chemin de l'Espagne en 1791, et mourut, deux ans après, au monastère des bernardins d'Oliva où il s'était retiré, le 6 novembre 1793,. Sur le lieu de son enterrement, un mémorial funéraire a été placé comme suit :

«Prope hunc locum iacet domnus Stephanus Joseph Pavee de Vielle-vielle, episcopus baionensis, in Gallia, qui exul Patriae in hoc monasterio se recepit, et VI novembris MDCCXCIII obiit in Christo.»
Son frère, Philippe-Charles, maréchal de camp, littérateur de talent, fut ami de Voltaire, qui le cite fréquemment dans sa correspondance. Ce fut lui qui certifia, avec le marquis de Villette, la demande des derniers secours de la religion faite par Voltaire au curé de Saint-Sulpice.
Deux livres  relatent l' amitié de ce frère, qui avait servi sous quatre rois Louis XV, Louis XVI, Louis XVIII et Charles X et dont le grade de maréchal de camp lui vient de la révolution et les fonctions administratives qui furent les siennes de Napoléon ( Ivan Gaussen  "Le Marquis de Villevieille et son temps 1738-1825 de Voltaire à Cambaceres"  1968 et "Le Marquis de Villevielle Disciple et ami de Voltaire"  1971 Imprimerie Chastanier SA Nimes ).

### Sources bibliographiques
- « Étienne-Joseph de Pavée de Villevieille », dans Adolphe Robert et Gaston Cougny, Dictionnaire des parlementaires français, Edgar Bourloton, 1889-1891 [détail de l’édition] [texte sur Sycomore].